# Centre pour l'image contemporaine
Le Centre pour l'Image Contemporaine ou CIC est un ancien centre d'art contemporain basé à Genève, en Suisse. Le CIC a été créé en 1985 pour organiser des expositions et des événements liés au domaine des images utilisant les nouvelles technologies telles que la vidéo, le multimédia et Internet, ainsi que celles plus traditionnelles comme la photographie et le cinéma. Il a aussi au fil des années constituée une collection d'art vidéo d'importance internationale. Le Centre a été fermé en 2010, après la disparition de son emblématique directeur, André Iten, en 2008, et sa collection de vidéo a été transférée au Fonds municipal d'art contemporain (FMAC).

## Histoire
Le CIC a été créé en 1985 pour organiser des événements dans le domaine des médias électroniques. Son directeur Andre Iten y inclut dès le départ la vidéo, le cinéma, les programmes télévisés et créa la même année le festival « La semaine internationale de la vidéo » qui sera rebaptisé « Biennale de l'image en mouvement » (BIM) en 1997. La Biennale a attiré l'attention internationale avec d'importantes rétrospectives cinématographiques et vidéo de Vito Acconci, Michel Auder, Harun Farocki, Robert Filliou, Jochen Gerz, Jean-Luc Godard, Gary Hill, Thomas Hirschhorn, William Kentridge, Nam June Paik, Jean Painlevé, Artavazd Pelechian, Carole Roussopoulos, Roman Signer, Pierrick Sorin, Steina et Woody Vasulka, Bill Viola, William Wegman, Anna Winteler, Chris Marker, Guy Debord, Joan Jonas, Stan Brackage, Ravier Ruiz, Philippe Garrel, Chantal Akerman, Anna Sanders Films, Rebecca Corne.
Andre Iten y a impulsé de nombreuses collaborations avec des institutions, des festivals et des personnalités du monde entier. Il disposait d'une forte vision et d'une grand attention envers les nouveaux médias qui lui a permis d'initier des festivals, des sites Internet, des productions artistiques multimédias, une collection publique de vidéos et de collaborer à des projets européens. À titre d'exemple, le CIC a coproduit avec le Centre Georges Pompidou de Paris et le Musée Ludwig de Cologne la première archive vidéo sur Internet de l'art des nouveaux médias .
Andre Iten a également été le premier à inviter le commissaire Simon Lamunière à faire des expositions avec vidéo et photographie ainsi qu'à questionner les médias numériques, les sites Web et les cédéroms. La longue collaboration avec le commissaire entre 1989 et 2004, a entraîné des changements majeurs dans la perception de ce qu'on appelait l'art vidéo ou les médias numériques. Elle a conduit aussi à rebaptiser la "Semaine internationale de la vidéo" en "Biennale de l'image en mouvement" et à la création d'une deuxième biennale consacrée à la culture numérique.
En 1994, la biennale "Version" était centrée sur l'évolution de la société et des médias numériques. Des CD-roms ont été édités et les premiers sites Web ont été créés. En 1997, en tant que curateur du site internet de la Documenta 10, Simon Lamunière commande plusieurs projets internet  aux artistes Matt Mullican Martin Kippenberger, Antoni Muntadas, Herve Graumann en coproduction avec le CIC.
Le Centre pour l'Image Contemporaine s'est également fait remarquer en constituant la plus importante médiathèque de Suisse avec plus de 1000 titres, dont l'intégrale des œuvres vidéo de Vito Acconci, Hanspeter Ammann, Laurie Anderson, Emmanuelle Antille, Marina Abramović et Ulay, Michel Auder, John Baldessari, René Bauermeister, Samuel Beckett, Saddie Benning, Robert Breer, John Cage, Claude Closky, Douglas Davis, Sylvie et Chérif Defraoui, Jan Duyvendak, Harun Farocki, Robert Filliou, Oskar Fischinger, Sylvie Fleury, Jochen Gerz, Joe Gibbons, Jean -Luc Godard, Hervé Graumann Fabrice Gygi, Alexander Hahn, Lothar Hempel, Gary Hill, Thomas Hirschhorn, Hubbard / Birchler, William Kentridge, Simon Lamunière, Jérôme Leuba, Korpys-Loeffler, Klara Kuchta, Tracy Moffat, Avi Mograbi, Gianni Motti, Jean Otth, Nam June Paik, Jean Painlevé, Artavazd Pelechian, Pipilotti Rist, Carole Roussopoulos, Daniel Schibli, Richard Serra, Roman Signer, Pierrick Sorin, Beat Streuli, Nelson Sullivan, Steina Vasulka et Woody Vasulka, Bill Viola, William Wegman, Ingrid Wildi, Bob Wilson, Anna Winteler.
Le CIC a été fermé après le décès d'André Iten en 2008, et sa mission transférée en 2010 d'une part au Centre d'art contemporain (CAC) pour la poursuite d'une partie de ses activités (Biennale de l'image en mouvement) et d'autre part au Fonds Municipal d'Art Contemporain (FMAC) concernant la gestion de la médiathèque, dont une importante partie provient du CIC avec la mention "Fonds André Iten".